# MLB Draft 1975
Der MLB Draft 1975 war der elfte Draft, der von der Major League Baseball veranstaltet wurde. An erster Stelle wurde Danny Goodwin von den California Angels ausgewählt.

## Hintergrund
Der MLB Draft 1975 zählt zu den weniger erfolgreichen Veranstaltungen. Keiner der in der ersten Runde gedrafteten Spielern erreichte im Anschluss die Baseball Hall of Fame oder stand in einem All-Star Game auf dem Platz. Danny Goodwin, der sich im MLB Draft 1971 als erster an erster Stelle gedraftete Spieler nicht mit seinem Verein (den Chicago White Sox) auf einen Vertrag einigen konnte, wurde nun als erster und einziger Spieler zum zweiten Mal an erster Stelle gedraftet.

## Erstrundenwahlrecht
|  | = All-Star |  |  | = Baseball Hall of Famer |

| Pick | Spieler         | Mannschaft            | Position   | Schule                        |
| ---- | --------------- | --------------------- | ---------- | ----------------------------- |
| 1    | Danny Goodwin   | California Angels     | Catcher    | Southern University           |
| 2    | Mike Lentz      | San Diego Padres      | Pitcher    | Juanita High School           |
| 3    | Les Filkins     | Detroit Tigers        | Outfield   | George Washington High School |
| 4    | Brian Rosinski  | Chicago Cubs          | Outfield   | Evanston Senior High School   |
| 5    | Richard O’Keefe | Milwaukee Brewers     | Pitcher    | Yorktown Heights High School  |
| 6    | Butch Benton    | New York Mets         | Catcher    | Godby High School             |
| 7    | Rick Cerone     | Cleveland Indians     | Catcher    | Seton Hall University         |
| 8    | Ted Barnicle    | San Francisco Giants  | Pitcher    | Jacksonville State University |
| 9    | Clint Hurdle    | Kansas City Royals    | Outfield   | Merritt Island High School    |
| 10   | Art Miles       | Montreal Expos        | Shortstop  | Crockett High School          |
| 11   | Chris Knapp     | Chicago White Sox     | Pitcher    | Central Michigan University   |
| 12   | Sam Welborn     | Philadelphia Phillies | Pitcher    | Wichita Falls High School     |
| 13   | Rick Sofield    | Minnesota Twins       | Shortstop  | Morristown High School        |
| 14   | Bo McLaughlin   | Houston Astros        | Pitcher    | David Lipscombe College       |
| 15   | Otis Foster     | Boston Red Sox        | First Base | High Point University         |
| 16   | David Johnson   | St. Louis Cardinals   | Pitcher    | Gaylord High School           |
| 17   | Jim Gideon      | Texas Rangers         | Pitcher    | University of Texas           |
| 18   | Donald Young    | Atlanta Braves        | Catcher    | Dos Pueblos High School       |
| 19   | Jim McDonald    | New York Yankees      | First Base | Verbum Dei High School        |
| 20   | Dale Berra      | Pittsburgh Pirates    | Shortstop  | Montclair High School         |
| 21   | Bruce Robinson  | Oakland Athletics     | Catcher    | Stanford Cardinal             |
| 22   | Tony Moretto    | Cincinnati Reds       | Outfield   | Harrison High School          |
| 23   | Dave Ford       | Baltimore Orioles     | Pitcher    | Lincoln West High School      |
| 24   | Mark Bradley    | Los Angeles Dodgers   | Shortstop  | Elizabethtown High School     |

* Hat keinen Vertrag unterschrieben